# Vecticallichirus batei
Callianassa batei is een tienpotigensoort uit de familie van de Callianassidae. De wetenschappelijke naam van de soort is voor het eerst geldig gepubliceerd in 1869 door Woodward. Vecticallichirus abditus is een junior synoniem van V. batei.